# Chasmia brunnea
Chasmia brunnea är en tvåvingeart som beskrevs av Burger 1995. Chasmia brunnea ingår i släktet Chasmia och familjen bromsar.
Artens utbredningsområde är Nya Kaledonien. Inga underarter finns listade i Catalogue of Life.